# 托米斯拉夫·祖布契奇
托米斯拉夫·祖布契奇（1992年9月20日—）為克罗地亚男子籃球運動員，現效力於意大利篮球甲级联赛拿玻里。

## 職業生涯
2013年1月16日，祖布契奇加盟維爾紐斯利杜禾斯。9月28日，祖布契奇與塞德維塔簽約。
2016年9月29日，薩拉托夫公路與祖布契奇簽下一個月合約。12月3日，下諾夫哥羅德與祖布契奇簽約。2017年7月28日，祖布契奇與特拉布宗體育簽約。11月22日，波恩電信簽下祖布契奇。2018年8月20日，祖布契奇與伊戈凱亞簽約。
2019年1月8日，祖布契奇轉戰曼雷薩。8月1日，祖布契奇加盟葉尼塞。2020年12月25日，祖布契奇與托法斯簽署的合約生效。2021年7月31日，托法斯延長與祖布契奇的合約。2022年8月11日，祖布契奇與倫敦雄獅簽約。2023年7月26日，意大利篮球甲级联赛拿玻里與祖布契奇簽約。
2024年5月21日，祖布契奇加盟全国男子篮球联赛安徽文一。7月31日，祖布契奇被特洛伊·吉伦沃特頂替。10月2日，祖布契奇加盟科威特球隊卡迪西亞。12月18日，祖布契奇重返意大利篮球甲级联赛拿玻里。

### NBA
2012年6月28日，祖布契奇在NBA选秀第二輪第56順位獲得多伦多猛龙青睞。2015年6月30日，多伦多猛龙將祖布契奇連同285萬美元交易特例交易至俄克拉何马城雷霆，換取卢克·里德诺。2016年9月18日，俄克拉何马城雷霆放棄祖布契奇的簽約權。

## 外部連結
- 托米斯拉夫·祖布契奇在fiba.basketball（英语）
- 托米斯拉夫·祖布契奇在archive.fiba.com（存檔）（英语）
- 托米斯拉夫·祖布契奇在西班牙篮球甲级联赛（球員）（西班牙语）
- 托米斯拉夫·祖布契奇在土耳其籃球超級聯賽（英语）
- 托米斯拉夫·祖布契奇在VTB聯賽（英语）
- 托米斯拉夫·祖布契奇在德國籃球甲級聯賽（德语）
- 托米斯拉夫·祖布契奇在亞得里亞海聯賽（英语）
- 托米斯拉夫·祖布契奇在Basketball-Reference.com（NBA）（英语）
- 托米斯拉夫·祖布契奇在Basketball-Reference.com（NBA G聯盟）（英语）
- 托米斯拉夫·祖布契奇在Basketball-Reference.com（國際）（英语）
- 托米斯拉夫·祖布契奇在ESPN（NBA）（英语）
- 托米斯拉夫·祖布契奇在Eurobasket.com（球員）（英语）
- 托米斯拉夫·祖布契奇在Proballers（英语）
- 托米斯拉夫·祖布契奇在RealGM（英语）
- 托米斯拉夫·祖布契奇在Flashscore（英语）